# ImageMovers
ImageMovers (anciennement ImageMovers Digital) est un studio fondé en 1997 par Robert Zemeckis, racheté en 2007 par la Walt Disney Company. Le studio est issu de la société South Side Amusement Company fondée en 1984.

## Histoire
South Side Amusement Company est fondée le 1er mars 1984 par Robert Zemeckis en son nom propre, en référence au quartier de South Side à Chicago où il a grandi. Au début des années 1990, la société signe un contrat de production avec Universal Pictures pour coproduire plusieurs films, le premier sera La mort vous va si bien. Après la sortie de Contact en 1997, la société est renommée en ImageMovers. Elle embauche Steve Starkey, ancien de Lucasfilm qui a produit plusieurs films de Zemeckis dont Qui veut la peau de Roger Rabbit ou Retour vers le futur.
ImageMovers signe un contrat de production non-exclusif avec DreamWorks SKG dès sa création. À l'issue du deal de 5 ans, en 2001, seulement deux films sont sortis : Seul au monde et Apparences, tous deux sortis en 2000. Le contrat se termine et la société se rapproche de Warner Bros. mais l'accord n'est pas conclu. DreamWorks et ImageMovers s'accordent alors pour plusieurs films et le studio dévoile un film d'animation au budget record : Le Pôle express.
En 2007, la société annonce une coentreprise avec The Walt Disney Company sous le nom ImageMovers Digital, principalement orientée sur de l'animation en images de synthèse en utilisant la capture de mouvement comme pour Le Pôle express. Deux films seront produits : Le Drôle de Noël de Scrooge (2009) et Milo sur Mars (2011).
Le 12 mars 2010, Disney annonce l'arrêt de sa collaboration avec ImageMovers Digital, forçant sa fermeture. Cette décision est un contre-coup des résultats mitigés des deux films produits.
Cependant, en août 2011, l'entreprise est « ressuscitée » grâce à un accord avec Universal Pictures de deux ans reconductibles. Le studio reprend le nom de ImageMovers et produit des longs métrages plus traditionnels.

## Filmographie
- 1992 : La mort vous va si bien de Robert Zemeckis
- 1992 : Trespass de Robert Zemeckis
- 1992 : The Public Eye de Robert Zemeckis
- 1996 : Fantômes contre fantômes de Robert Zemeckis
- 1997 : Contact de Robert Zemeckis
- 2000 : Apparences (What Lies Beneath) de Robert Zemeckis
- 2000 : Seul au monde (Cast Away) de Robert Zemeckis
- 2003 : Les Associés (Matchstick Men) de Ridley Scott
- 2004 : Le Pôle express (the Polar Express) de Robert Zemeckis
- 2006 : Vacances sur ordonnance (Last Holiday) de Wayne Wang
- 2006 : Monster House de Gil Kenan
- 2007 : La Légende de Beowulf (Beowulf) de Robert Zemeckis
- 2009 : Le Drôle de Noël de Scrooge (A Christmas Carol) de Robert Zemeckis
- 2011 : Milo sur Mars (Mars Needs Moms) de Simon Wells
- 2011 : The Borgias (série télévisée) (coproduction)
- 2011 : Real Steel de Shawn Levy
- 2012 : Flight de Robert Zemeckis
- 2015 : The Walk : Rêver plus haut (The Walk) de Robert Zemeckis
- 2018 : Bienvenue à Marwen (Welcome to Marwen) de Robert Zemeckis
- 2020 : Sacrées Sorcières (The Witches) de Robert Zemeckis
- 2021 : Finch de Miguel Sapochnik
- 2024 : Here de Robert Zemeckis